# Козан
Козан (тур. Kozan, вірм. Սիս, Sis) — місто та район у провінції Адана (Туреччина), за 68 км на північ від міста Адана. Місто Сіс було столицею вірменського Кілікійського королівства.

## Історія
У Середньовіччі місто було відоме під назвою Сіс. З 1186 до 1375 року Сіс був столицею вірменського Кілікійського королівства. Місто було важливим центром в історії Вірменської апостольської церкви, принаймні до тих пір, поки перший католикос Вірменії, Григорій Просвітитель не переніс кафедру до Вагаршапата (нині Ечміадзін).

Кілікійська Вірменія

704 року Сіс було взято в облогу арабами. Халіф аль-Мутаваккіль з династії Абасідів завоював і повторно зміцнив місто, проте воно невдовзі повернулось до рук візантійців. Сіс було перебудовано 1186 року, за часів правління Левона II, вірменського короля з династії Рубенідів, який зробив Сіс столицею Малої Вірменії (1186–1375).
1266 року Бейбарс прибув у Дамаск і відрядив послів до кілікійського царя Хетума з вимогою повернути кілька прикордонних фортець, захоплених свого часу вірменами за допомогою монголів. Остерігаючись, що ільхан Абага вважатиме передачу фортець як підкорення Кілікії Єгипту, цар відмовився. Султан вирушив до Халеба, звідки відрядив проти вірменів війська під командуванням емірів Ізз ад-Діна Ігана й Калауна. Хетум I поспішив по допомогу до монголів, а його сини Левон і Торос виступили назустріч мамлюкам. 24 серпня вірмени зазнали нищівної поразки при Марі, Торос загинув, а Левон потрапив у полон. Мамлюки розграбували країну до Адани, спалили столицю Сіс, забрали в полон безліч людей.

### У складі Османської імперії

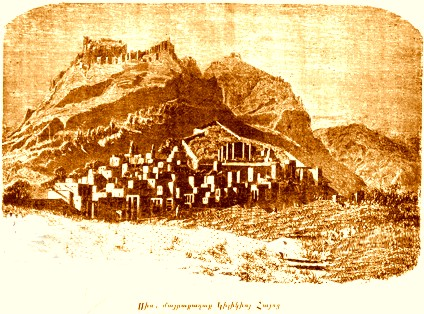
Гравірування XIX століття: Сіс, вірменський замок

В Османській імперії Сіс був головним містом області Адана й налічував близько 4000 жителів (1901), більшість із них були вірменами. Відповідно до османського перепису 1519 та 1540 років такі замки в Кілікії залишались неушкодженими: Сіс, Фек, Анаварза, Ламберд і Барцрберд («Висока Фортеця»).
У XVII столітті Османська присутність в області послабилась, і практична влада перебувала в руках місцевих правителів з династії Козаноглу, допоки 1865 року Османський генерал Дервіш-паша не вигнав Козаноглу та не повернув область під повний контроль Османської імперії.
Вірменське населення міста було вигнано під час геноциду вірменів 1915 року.

## Сучасний стан
Нині Козан — маленьке місто, оточене виноградниками, садами та заростями кипарису, платану, апельсину й лимонних дерев.

## Населення
Населення міста в останні роки швидко зростало: 15 159 чоловік 1960, 54 451 — 1990, 72 463 — 2007 та 72 727 чоловік 2008 року.

## Відомі уродженці
- Манасе Севак — американський вчений.
- Караджаоглан[3] (тур. Karacaoğlan) — турецький поет.